# Hey You (Madonna-låt)
"Hey You" är en välgörenhetslåt skriven och framförd av den amerikanska popartisten Madonna för evenemanget Live Earth 2007. Det var den officiella låten för evenemanget och kunde laddas ner kostnadsfritt från webbplatser som MSN. Medproducent var Pharrell Williams.

## Listplaceringar
| Lista (2007) | Topplacering |
| ------------ | ------------ |
| Schweiz      | 55           |
| Sverige      | 57           |

### Fotnoter
1. ↑  ”Listplacering”. http://hitparade.ch/showitem.asp?interpret=Madonna&titel=Hey+You&cat=s. Läst 28 maj 2011.
2. ↑  ”Listplacering”. http://swedishcharts.com/showitem.asp?interpret=Madonna&titel=Hey+You&cat=s. Läst 28 maj 2011.